# Elektromagnetska indukcija
Elektromagnetska indukcija je pojava da se u zavoju vodljive žice stvara (inducira) električni napon (elektromotorna sila) ako se mijenja magnetski tok što ga zavoj obuhvaća. Ako promjenljivi magnetski tok umjesto kroz jedan zavoj prolazi kroz zavojnicu s N zavoja, bit će ukupni inducirani napon zavojnice N puta veći, jer se naponi svih zavoja zbrajaju. Zbog tih napona teći će i električna struja ako se zavoju ili električnoj zavojnici zatvori strujni krug.
Pokuse o elektromagnetskoj indukciji prvi je izveo M. Faraday 1831. te je pokazao kako se promjenom magnetskoga toka može dobiti inducirani napon. Prva je mogućnost da se zavoj pomiče u magnetskom polju ili da se uza zavoj koji miruje pomiče magnet, pri čemu se promjena magnetskoga toka može slikovito shvatiti kao presijecanje magnetskih silnica električnim vodičem zavoja. Tako dobiveni inducirani napon označuje se kao napon pomicanja. No i bez ikakva relativnog pomicanja može se u zavoju ili zavojnici dobiti inducirani napon ako je promjenljivo magnetsko polje proizvedeno promjenljivom strujom. Za to je potrebna takozvana primarna zavojnica, u kojoj teče promjenljiva struja (na primjer izmjenična električna struja), i uz nju sekundarna zavojnica u kojoj će promjenljivo magnetsko polje inducirati napon. Zbog međusobnoga magnetskoga djelovanja primarne zavojnice na sekundarnu, ta se pojava naziva međusobnom indukcijom. No, kako je i zavojnica koja proizvodi promjenljivi magnetski tok obuhvaćena silnicama vlastitoga toka, u njoj će biti induciran napon samoindukcije.
U tehnici se na elektromagnetskoj indukciji zasniva rad transformatora i generatora električne struje. Elektromagnetska indukcija se u većini slučajeva može objasniti djelovanjem Lorentzove sile na nositelje električnog naboja. Pri tome djeluje električno polje nastalo promjenom gustoće magnetskog toka po vremenu neovisno o gibanju, dok magnetsko polje kojemu je gustoća magnetskog toka vremenski nepromjenjljiva djeluje samo kada postoji komponenta brzine gibanja nositelja naboja okomita na smjer magnetskog polja. Elektromagnetska indukcija je jedna od najvažnijih osobina električne struje. Elektromagnetskom indukcijom stvara se gotovo sva električna energija koja se danas u svijetu upotrebljava u kućanstvima i industriji.

## Osnove
Među polovima trajnoga potkovastog magneta, magnetsko polje pa i magnetske silnice usmjereni su od sjevernog (N) prema južnom (S) polu. Magnetski tok kroz neku malu plohu koja je okomita na silnice polja definirat će se kao umnožak jakosti polja i površine te plohe.  
Pokusima je utvrđeno da u magnetskom polju stalne jakosti sve točke vodiča imaju isti potencijal, to jest u mirnom magnetskom polju na krajevima žičane petlje neće se pojaviti nikakav napon dok petlja miruje.
Ako međutim jakost magnetskog toka kroz petlju počne rasti ili padati, na krajevima petlje stvorit će se takozvani inducirani napon. On će biti to veći što je brža (odnosno jača) promjena magnetskog toka.
Kako svaki strujni krug stvara barem jednu petlju (ili namotaj), umetanjem jednog od vodova strujnog kruga u magnetsko polje i pomicanjem tog voda među polovima magneta (ili magneta u odnosu na mirujući vod) mijenjat će se jakost magnetskog toka kroz petlju, pa će na krajevima petlje nastati razlika potencijala, odnosno u vodiču će se inducirati napon.
Sukladno tome, najveći inducirani napon daje pomicanje vodiča u ravnini okomitoj na smjer N - S, dok pomicanje vodiča paralelno pravcu magnetskih silnica ne uzrokuje pojavu indukcije, jer takvim pomakom petlja obuhvaća uvijek isti broj silnica, te se ne mijenja magnetski tok obuhvaćen petljom.
Vrijedi i ovo: kad se takav vodič postavi u promjenjivo magnetsko polje tako da njegova petlja siječe silnice magnetskoga polja, magnetski tok polja kroz petlju se mijenja i na krajevima vodiča inducira se napon koji je to jači što je promjena magnetskog toka u okolici vodiča brža.
Očigledno, jednak se učinak dobije bez obzira na to postižemo li promjenu magnetskoga toka promjenom jakosti magnetskoga polja ili pomicanjem vodiča ili pomicanjem magneta u odnosu na mirujući vodič.
Inducirani napon potjerat će induciranu struju u zatvorenoj petlji. Smjer inducirane struje, odnosno polaritet napona na krajevima vodiča određuje se prema Lenzovom pravilu. 
Eventualna promjena smjera kretanja vodiča kroz magnetsko polje (ili promjena polariteta magnetskog polja) uzrokovat će i promjenu smjera struje kroz vodič.

### Magnetoindukcija i elektroindukcija
Ako se električna zavojnica s mnogo zavoja tanke žice priključi na osjetljivi ampermetar.i u njenu se šupljinu naglo stavi ravan magnet, kazaljka ampermetra se trgne i odmah vratiti u svoj prijašnji položaj. To znači da je zavojnicom potekla trenutna električna struja. Ako se pak magnet izvuče, ampermetar pokazuje da je zavojnicom kratko potekla električna struja suprotnoga smjera. Pobuđivanje električne struje magnetom naziva se magnetoindukcija. 
Elektromotorna sila koja na taj način nastane zove se inducirana elektromotorna sila, a pobuđena struja zove se inducirana struja. Ista će pojava nastati ako magnet miruje, a zavojnica se navuče ili skine s magneta. Dakle, kod svakog gibanja bilo zavojnice prema magnetu ili magneta prema zavojnici inducira se u navojnici elektromotorna sila. Kod toga se u svakom navoju navojnice inducira mala elektromotorna sila; sve se te male sile zbrajaju na kraju zavojnice. Smjer inducirane struje bit će protivan ako u zavojnicu stavimo južni pol magneta mjesto sjevernoga. 
Inducirana elektromotorna sila može nastati i električnom strujom. Uzmu se dvije zavojnice, jedna primarna s malo zavoja debele žice, a druga sekundarna s mnogo zavoja tanke žice. Primarna treba da ulazi u šupljinu sekundarne. Krajevi primarne zavojnice spoje se s baterijom, a krajevi sekundarne s ampermetrom, Kad se sekundarna zavojnic anavuče na, kazaljka ampermetra skrene na jednu stranu i vrati se u početni položaj. Čim se zavojnica izvuče, kazaljka skrene na drugu stranu. Dakle, primicanjem i odmicanjem zavojnice kojom teče električna struja pobuđuje se u zatvorenom strujnom krugu trenutna inducirana električna struja. Pobuđivanje električne struje drugom strujom naziva se elektroindukcija. Magnetoindukciju i elektroindukciju zovemo zajedničkim imenom elektromagnetska indukcija. 
Inducirana struja nastat će također u sekundarnoj zavojnici i tako da u primarnoj zavojnici, koja miruje, jačamo ili slabimo struju pomoću električnog otpornika.

### Smjer inducirane struje
U svim slučajevima u kojima se pojavljuje inducirana struja petlja vodiča siječe magnetske silnice. Kod gibanja magneta u zavojnici i iz nje zavoji obuhvaćaju promjenjiv broj magnetskih silnica. Sličan je slučaj kod gibanja dviju zavojnica, a očito je to kod gibanja električnog vodiča u magnetskom polju. Kod jačanja i slabljenja struje u primarnoj zavojnici nastane jačanje, odnosno iščezavanje magnetskih silnica kojih isti broj presjeca petlje zavoja sekundarne zavojnice. 
Dakle uvijek kad petlja vodiča siječe magnetske silnice, odnosno kada se mijenja broj magnetskih silnica (magnetski tok) kroz neku zavojnicu, u njoj se stvara inducirana struja. Smjer inducirane struje je takav da je magnetsko polje koje ona stvara suprotno od polja koje ju je uzrokovalo.  

## Matematička formulacija
Elektromagnetska indukcija ovisi o veličini koja predstavlja protjecanje magnetskog polja kroz neku površinu. Ta veličina se naziva magnetski tok. Magnetski tok ΦB je fizikalna veličina određena skalarnim umnoškom magnetske indukcije B i plohe ploštine S kroz koju taj tok prolazi:
{\displaystyle \Phi _{B}=B\cdot S\cos \theta \ }
To znači da će u slučaju površine okomite na magnetsko polje magnetski tok biti:
{\displaystyle \Phi _{B}=B\cdot S}
a u slučaju površine paralelne s magnetskim poljem:
{\displaystyle \Phi _{B}=0}
Ako je {\displaystyle {\vec {B}}} vektor magnetskog polja, a {\displaystyle {\vec {S}}} vektor okomit na površinu, a iznosom jednak površini, tada je magnetski tok jednak njihovom skalarnom umnošku:
{\displaystyle \Phi _{B}={\vec {B}}\cdot {\vec {S}}\ }
Jedinicu magnetskog toka se dobije pomoću izraza za magnetski tok, a zove se veber (Wb). Jedinica magnetskog polja zove se tesla (T). 
{\displaystyle [\Phi _{B}]=[B][S]\,}
{\displaystyle \mathrm {Wb} =\mathrm {T} \cdot \mathrm {m} ^{2}\,}
Ako ravna površina ploštine 1 m2 stoji okomito na homogeno magnetsko polje gustoće magnetskog toka 1 T, tada je magnetski tok kroz tu površinu jednak 1 Wb.

## Zakon elektromagnetske indukcije
Zakon elektromagnetske indukcije za napon induciran u petlji može se izraziti ovako:
Ako u trenutku t1 magnetski tok kroz površinu petlje ima vrijednost Φ(t1), a u malo kasnijem trenutku vrijednost Φ(t2), tada se u petlji inducira napon: 
{\displaystyle U=-{\frac {\Phi (t_{2})-\Phi (t_{1})}{t_{2}-t_{1}}}}
Ako je ΔΦ promjena magnetskog toka, ΔΦ = Φ(t2) - Φ(t1), a Δt vremenski interval, Δt = t2 - t1, jednadžba glasi: 
{\displaystyle U=-{\frac {\Delta \Phi }{\Delta t}}}
Inducirani napon razmjeran je veličini promjene magnetskog toka ΔΦ, a obrnuto razmjerna s vremenom trajanja promjene Δt.
Trenutni napon u vremenu se dobije ako se Δt pusti da teži u nulu, pa izraz prelazi u derivaciju:
{\displaystyle U=-{\frac {\mathrm {d} \Phi }{\mathrm {d} t}}}
Taj se izraz zove Faradayev zakon indukcije. U izrazu se pojavljuje predznak minus, on je povezan sa smjerom induciranog napona. Smjer je takav da inducirana struja što nastaje zbog induciranog napona, stvara magnetsko polje koje djeluje suprotno promjeni magnetskoga toka, to jest nastoji spriječiti gibanje zbog kojeg je nastala inducirana struja. To pravilo za smjer inducirane struje zove se Lenzovo pravilo po fizičaru Heinrichu Lenzu.
Prema ovom zakonu možemo definirati jedinicu magnetskog toka: jedan veber (Wb) je onaj magnetski tok koji u strujnom krugu s jednim zavojem inducira električni napon od jednog volta (V) ako se u jednoj sekundi (s) magnetski tok smanji na nulu. 
{\displaystyle \mathrm {V} ={\frac {\mathrm {Wb} }{\mathrm {s} }}}
Ako je l duljina električnog vodiča koji se giba u magnetskom polju na putu a, onda je površina kroz koju prolazi magnetski tok:
{\displaystyle S=l\cdot a}
Prema tome je veličina magnetskog toka:
{\displaystyle \Phi _{B}=B\cdot S=B\cdot l\cdot a}
Vrijeme t, u kome će žica prevaliti put a metara brzinom v jest:
{\displaystyle t={a \over v}}
Prema tome je inducirani električni napon U:
{\displaystyle U={\frac {\Phi _{B}}{t}}={\frac {B\cdot l\cdot a}{a \over v}}}
pa je:
{\displaystyle U=B\cdot l\cdot v}
gdje je B izraženo u teslama, l u metrima i v u m/s. Odatle vidimo da inducirani električni napon ovisi o:
- o magnetskoj indukciji B (gustoći magnetskog toka),
- o duljini električnog vodiča koji se giba u magnetskom polju l i,
- o njegovoj brzini v, jer što mu je brzina veća, to će biti i veći broj presječenih magnetskih silnica u 1 sekundi.

## Samoindukcija
Indukcija koja nastaje u zavojnici zbog promjene njezinog vlastitog magnetskog polja pri promjeni jakosti struje kroz zavojnicu zove se samoindukcija. 
Kada zavojnicom teče električna struja, unutar zavojnice stvara se magnetsko polje koje je proporcionalno jakosti struje I. Znači, ako se mijenja jakost struje kroz zavojnicu, mijenja se i magnetsko polje unutar zavojnice, pa se time mijenja i magnetski tok kroz zavojnicu. Ta promjena magnetskog toka uzrokuje pojavu induciranog napona u zavojnici, čiji je smjer takav da djeluje suprotno promjeni struje koje ga je uzrokovala (Lenzovo pravilo). Budući da tu indukciju uzrokuje vlastito magnetsko polje same zavojnice, ona se naziva samoindukcija. 
Izraz za samoindukciju izgleda ovako: 
{\displaystyle U=-L\cdot {\frac {\Delta I}{\Delta t}}}
Veličina L  je koeficijent proporcionalnosti koji karakterizira zavojnicu, tj. ovisi o njenim geometrijskim osobinama. Taj koeficijent se naziva induktivitet. Induktivitet obične zavojnice ovisi o njenom poprečnom presjeku, duljini, broju zavoja te o magnetskoj permeabilnosti materijala koji se nalazi unutar zavojnice. 
Jedinica induktiviteta se dobiva iz izraza za samoindukciju: 
{\displaystyle [L]=[U]\cdot {\frac {[\Delta t]}{[\Delta I]}}=\mathrm {V} \cdot {\frac {\mathrm {s} }{\mathrm {A} }}=\mathrm {H} }
Ta se jedinica zove henri (H).

## Primjena elektromagnetske indukcije
- Elektromagnetska indukcija primjenjuje se u generatoru (drugi naziv:  alternator) ili dinamu gdje se mehanička energija pretvara u električnu energiju.
- Elektromagnetska indukcija primjenjuje se u transformatoru gdje se izmjenična struja jednog napona pretvara u izmjeničnu struju drugog napona.

## Pretvorba energije u električnim izvorima
Nakon što je Oersted otkrio da vodič kojim teče električna struja stvara oko sebe magnetsko polje, mnogi su znanstvenici započeli istraživati obratnu mogućnost: stvaranja struje pomoću magnetskog polja. To je uspjelo engleskom znanstveniku Michaelu Faradayu 1831. godine otkrićem elektromagnetske indukcije, pojave stvaranja napona na krajevima vodiča pri međusobnom gibanju vodiča i magneta.

Elektromagnetska indukcija ogleda se u jednostavnom pokusu.

POKUS:

U strujni krug spojimo zavojnicu s ampermetrom. Pripremimo trajni magnet koji ćemo provlačiti kroz zavojnicu.

Provlačenjem magneta kroz zavojnicu, u strujnom krugu se stvara (inducira) električna struja, što se očituje otklonom kazaljke na ampermetru.

Induciranu struju dobit ćemo i ako magnet miruje, a preko njega prevlačimo zavojnicu.

Promjenimo li smjer gibanja magneta, inducirana struja mijenja smjer (kazaljka ampermetra otklanja se u suprotnu stranu).

Povećamo li broj namotaja zavojnice ili upotrijebimo li jači magnet, ili pak magnet pomičemo brže, inducirana struja se u svim ovim slučajevima pojačava (kazaljka ampermetra jače se otklanja).

MEĐUSOBNIM GIBANJEM ELEKTRIČNOG VODIČA I MAGNETA NA KRAJEVIMA VODIČA INDUCIRA SE NAPON.

Pretvorba mehaničke energije međusobnog gibanja električnog vodiča i magneta u električnu energiju temeljno je načelo rada električnog generatora.

Električni generator radi tako da se zavojnica vrti oko vlastite osi u vanjskom magnetskom polju i u njoj se inducira izmjenična električna struja.

Generatori se upotrebljavaju u elektranama. Prva europska hidroelektrana za javnu izmjeničnu elektrifikaciju je hrvatska hidroelektrana Jaruga na rijeci Krki pored Šibenika. Proradila je 1895., dva dana nakon poznate hidroelektrane na Niagari gdje su primijenjeni Teslini izumi.

## Poveznice
- Magnetski učinak električne struje
- Istosmjerna struja